# Maria Aurora
Aurora Augusta Figueiredo de Carvalho Homem ComIH (Sátão, Viseu, 13 de novembro de 1937 — Funchal, Madeira, 11 de junho de 2010), conhecida pelo pseudónimo literário Maria Aurora, foi uma jornalista, poetisa e escritora portuguesa, uma das mais populares figuras da cultura da Madeira.

## Biografia
Maria Aurora nasceu em 1937 em Sátão, distrito de Viseu, filha de um funcionário público e de uma professora primária e neta de um médico de uma família tradicional da Beira Alta; radicou-se na Madeira em 1974.
Após frequentar o curso de Filologia Românica na Faculdade de Letras da Universidade de Coimbra, foi professora do ensino secundário. Fez rádio e televisão, ultimamente apresentando o programa Atlântida na RTP Madeira. Foi, também, jornalista (A Capital e Diário de Lisboa), animadora cultural e coordenadora da revista Margem, editada pela Câmara Municipal do Funchal, a cujo departamento cultural pertenceu e através do qual dinamizou a Feira do Livro.
Tem diversas obras publicadas na área da poesia e conto infantil, tendo recebido a Medalha da Cidade do Funchal.
A 10 de Junho de 2007, foi feita Comendadora da Ordem do Infante D. Henrique.
No mesmo ano inicia a série documental “Ilha dos Amores”, revisitando uma série de grandes grandes histórias de amor ligadas à Madeira. Entre 2007 e 2008 apresenta o programa mensal de auditório “Funchal, 500 anos – teu nome sabe-me a Funcho”, com o objectivo de revelar a identidade das dez freguesias do concelho do Funchal.
Entre as décadas 1980 e 1990 diversifica as suas atividades:através do exercício de cidadania, promoção cultural e escrita literária.
Faleceu aos 72 anos, vítima de  doença prolongada.

## Obra
Poesia
- Raízes do silêncio, Funchal, 1982
- Ilha a duas vozes, Funchal, 1988, com João Carlos Abreu.
- Cintilações, Funchal, 1994, com João Lemos Gomes
- Uma voz de muda espera: monografia sentimental, S. Pedro do Sul, 1995
- 12 textos de desejo, Funchal, 2003
- Antes que a noite caia, Vila Nova de Gaia, 2005
- Discurso amoroso, Porto, 2006

Ficção
- A Santa do Calhau: contos, Lisboa, 1992
- Para ouvir Albinoni, Ponta Delgada, 1995
- Leila: contos, Vila Nova de Gaia, 2005

Crónica
- Discurs(ilha)ndo: crónicas, Funchal, 1999

Infantil
- Vamos cantar histórias, Funchal, 1989
- Juju a tartaruga, Lisboa, 1991
- Maria e a estrela do mar, Vila Nova de Gaia, 2007
- A fada Ofélia e o Véu da Noiva, Vila Nova de Gaia, 2008
- A cidade do Funcho: a primeira viagem de João Gonçalves da Câmara, Vila Nova de Gaia, 2008.
- Uma escadinha para o Menino Jesus, Vila Nova de Gaia, 2008.
- Pedro pesquito e a Câmara dos Lobos, Vila Nova de Gaia, 2009.
- O anjo Tobias e a rochinha de Natal, Vila Nova de Gaia, 2009.
- A fada Íris e a floresta mágica, Vila Nova de Gaia, 2009.
- Marta, Xispas e a gruta misteriosa, Vila Nova de Gaia, 2010.